# Liste des édifices labellisés « Patrimoine du XXe siècle » du Finistère
La liste des édifices labellisés « Patrimoine du XXe siècle » du Finistère recense de manière exhaustive les 22 édifices disposant du label officiel français « Patrimoine du XXe siècle » situés dans le département français du Finistère. Chacun de ces édifices est accompagné de sa notice sur la base Mérimée et de sa date de labellisation.

## Liste
| Monument                                                                  | Commune                              | Adresse                              | Coordonnées                        | Notice         | Date | Illustration                                                              |
| ------------------------------------------------------------------------- | ------------------------------------ | ------------------------------------ | ---------------------------------- | -------------- | ---- | ------------------------------------------------------------------------- |
| Hôtel le Minaret                                                          | Bénodet                              | 1 corniche de l'Estuaire             | 47° 52′ 21″ nord, 4° 06′ 39″ ouest | « PA29000010 » | 1997 | Hôtel le Minaret                                                          |
| Église Saint-Louis                                                        | Brest                                | 22 rue Louis-Pasteur                 | 48° 23′ 20″ nord, 4° 29′ 26″ ouest | « EA29000003 » | 2000 | Église Saint-Louis                                                        |
| Église Sainte-Thérèse-du-Landais                                          | Brest                                | 40 rue Galliéni                      | 48° 23′ 22″ nord, 4° 30′ 33″ ouest | « EA29000002 » | 2006 | Église Sainte-Thérèse-du-Landais                                          |
| Gare de Brest                                                             | Brest                                | 8 place du 19e Régiment d'Infanterie | 48° 23′ 16″ nord, 4° 28′ 50″ ouest | « EA29000001 » | 2006 | Gare de Brest                                                             |
| Naval Monument de Brest Mémorial américain de la Première Guerre mondiale | Brest                                | Cours Dajot                          | 48° 23′ 01″ nord, 4° 29′ 11″ ouest | « PA29000089 » | 2015 | Naval Monument de Brest Mémorial américain de la Première Guerre mondiale |
| Croix de Pen-Hir                                                          | Camaret-sur-Mer                      | Pointe de Pen-Hir                    | 48° 15′ 31″ nord, 4° 37′ 27″ ouest | « PA29000002 » | 1996 | Image manquante Téléverser                                                |
| Maison de Sérusier                                                        | Châteauneuf-du-Faou                  | 27 rue Paul-Sérusier                 | 48° 11′ 16″ nord, 3° 48′ 33″ ouest | « PA00135263 » | 1995 | Image manquante Téléverser                                                |
| Abri du marin de Sainte-Marine                                            | Combrit                              | 13 quai Jacques-de-Thézac            | 47° 52′ 28″ nord, 4° 07′ 15″ ouest | « PA29000060 » | 2007 | Abri du marin de Sainte-Marine                                            |
| Villa Ker Maria                                                           | Crozon                               | 1 boulevard de la Plage Morgat       | 48° 13′ 51″ nord, 4° 30′ 06″ ouest | « EA29000004 » | 2000 | Villa Ker Maria                                                           |
| Ancien abri du marin                                                      | Douarnenez                           | 51 rue Henri-Barbusse                | 48° 05′ 49″ nord, 4° 19′ 30″ ouest | « PA29000061 » | 2007 | Ancien abri du marin                                                      |
| Village de vacances Renouveau                                             | Fouesnant                            | Le Renouveau                         | 47° 51′ 20″ nord, 4° 00′ 45″ ouest | « EA29000005 » | 2006 | Village de vacances Renouveau                                             |
| Ancien abri du marin                                                      | Île-de-Sein                          | 34 quai des Paimpolais               | 48° 02′ 13″ nord, 4° 51′ 01″ ouest | « PA29000062 » | 2007 | Ancien abri du marin                                                      |
| Maison Kerautem                                                           | Locquénolé                           |                                      | à géolocaliser                     | « PA00135266 » | 1995 | Maison Kerautem                                                           |
| Ancienne conserverie Alexis Le Gall                                       | Loctudy                              | Rue de la Grandière Impasse du Nord  | 47° 50′ 06″ nord, 4° 10′ 05″ ouest | « PA29000079 » | 2014 | Image manquante Téléverser                                                |
| Maison Petton                                                             | Plougastel-Daoulas                   |                                      | à géolocaliser                     | « EA29000007 » | 2006 | Maison Petton                                                             |
| Pont Albert-Louppe                                                        | Plougastel-Daoulas Le Relecq-Kerhuon |                                      | 48° 23′ 16″ nord, 4° 24′ 00″ ouest | « EA29000006 » | 2000 | Pont Albert-Louppe                                                        |
| Mémorial des marins morts pour la France                                  | Plougonvelin                         | Pointe Saint-Mathieu                 | 48° 19′ 50″ nord, 4° 46′ 24″ ouest | « PA29000095 » | 2015 | Mémorial des marins morts pour la France                                  |
| Maison Quéré                                                              | Ploumoguer                           |                                      | à géolocaliser                     | « PA29000008 » | 1996 | Maison Quéré                                                              |
| Castel Brizeux                                                            | Pont-Aven                            |                                      | à géolocaliser                     | « EA29000008 » | 2006 | Image manquante Téléverser                                                |
| Immeuble Ty Kodak                                                         | Quimper                              | 33-35 boulevard Amiral-de-Kerguelen  | 47° 59′ 43″ nord, 4° 05′ 58″ ouest | « PA29000053 » | 2006 | Immeuble Ty Kodak                                                         |
| Magasin de commerce « Dibab »                                             | Quimper                              | 39 boulevard Amiral-de-Kerguelen     | 47° 59′ 43″ nord, 4° 06′ 01″ ouest | « EA29000009 » | 2000 | Magasin de commerce « Dibab »                                             |
| Théâtre Max-Jacob                                                         | Quimper                              | 6 boulevard Dupleix                  | 47° 59′ 41″ nord, 4° 05′ 52″ ouest | « PA29000019 » | 1997 | Théâtre Max-Jacob                                                         |
| Chapelle d'ursulines de l'institution Notre-Dame de Kerbertrand           | Quimperlé                            | 154 rue de Pont-Aven                 | 47° 52′ 22″ nord, 3° 33′ 55″ ouest | « EA29000010 » | 2006 | Image manquante Téléverser                                                |
| Château de Trévarez                                                       | Saint-Goazec                         | Route de Laz                         | 48° 09′ 10″ nord, 3° 48′ 24″ ouest | « PA00090415 » | 2009 | Château de Trévarez                                                       |
| Chapelle de Koat-Keo                                                      | Scrignac                             | Coat-Quéau                           | 48° 23′ 54″ nord, 3° 40′ 27″ ouest | « PA29000033 » | 1997 | Chapelle de Koat-Keo                                                      |